# Richard Avenarius
Richard Heinrich Avenarius (Parigi, 19 novembre 1843 – Zurigo, 18 agosto 1896) è stato un filosofo tedesco, fondatore dell'empiriocriticismo.
Studiò filosofia all'Università di Lipsia e fisiologia alla Humboldt Universität di Berlino. Nel 1877 divenne professore di "filosofia induttiva" all'Università di Zurigo, dove rimase fino alla sua morte, avvenuta a soli 53 anni di età. Nel 1876 pubblicò la sua prima importante opera: Filosofia come pensiero del mondo secondo il principio del minimo dispendio di forza. 
La grande quantità di scoperte in ambito psicofisiologico che si erano succedute nel corso del 1800 gli servirono come spunto per costruire una ipotesi massimamente generale sul funzionamento del cervello e sulla dipendenza dei contenuti psichici da esso. I suoi lavori conobbero un grande successo tra gli intellettuali all'inizio del XX secolo, in particolare in Russia.

## Biografia
Nacque in Francia da genitori tedeschi. Il padre, l'editore Eduard Avenarius, era direttore della succursale parigina della Brockhaus. La madre, Cecilia Wagner, era la sorella più giovane di Richard Wagner, che fu padrino di battesimo di Richard. Uno dei suoi fratelli era Ferdinand Avenarius, poeta e fondatore della rivista Der Kunstwart. Richard Avenarius frequentò le scuole secondarie in Svizzera e l'università in Germania. Studiò filosofia all'Università di Lipsia e fisiologia alla Humboldt Universität di Berlino, laureandosi nel 1868 con una tesi su Spinoza, pubblicata in seguito dal padre. Dopo avere partecipato alla fondazione del circolo filosofico dell'Università di Lipsia, nel 1877 divenne professore di "filosofia induttiva" all'Università di Zurigo, dove rimase fino alla morte, avvenuta a soli 53 anni di età, nel 1896. Dal 1877 alla morte diresse, in collaborazione con Wilhelm Wundt e altri, la rivista Vierteljahrsschrift für Wissenschaftliche Philosophie (Rivista trimestrale di filosofia scientifica).

## Pensiero
L'obiettivo principale di Avenarius è l'istituzione di una "filosofia scientifica". Con questa espressione Avenarius intende una filosofia che sia rigorosamente fondata sull'esperienza e in dialogo costante con le scienze, e in particolar modo con quella psicologia sperimentale e fisiologica che all'epoca stava muovendo i suoi primi passi. Per Avenarius, tanto la filosofia quanto la psicologia hanno infatti come scopo la comprensione del modo in cui funziona il pensiero umano.

### Il minor dispendio di forza
Nella sua prima opera importante, Filosofia come pensiero del mondo secondo il principio del minimo dispendio di forza (1876), Avenarius cerca di spiegare i processi conoscitivi rifacendosi alle teorie sulla appercezione elaborate da Johann Friedrich Herbart ed Heymann Steinthal. Questi ultimi avevano cercato di costruire una "meccanica psichica" sulla falsariga della meccanica propriamente detta, quella fisica. Il presupposto era che l'attività mentale fosse caratterizzata dall'incontro e scontro tra diverse "masse rappresentative", ciascuna delle quali richiede una certa quantità di forza, da parte dell'anima, per essere attivata. Avenarius riprende queste tesi affermando che l'animo umano, avendo una quantità limitata di forze a sua disposizione, cerca sempre di realizzare le rappresentazioni che richiedono meno forza. Questo tentativo si manifesta in particolare nella costruzione di concetti sempre più generali, che siano in grado di comprendere un numero sempre maggiore di fenomeni. Il massimo concetto di questo tipo per Avenarius è il concetto di "mondo", che abbraccia entro di sé l'intera realtà.
Da questo punto di vista le tesi di sostenute da Avenarius nella sua prima opera si avvicinano molto al cosiddetto "principio di economia" di Mach, secondo cui la scienza non ha il compito di scoprire la vera realtà al di là dell'apparenza dei sensi, quanto piuttosto quello di organizzare i dati sensibili nel modo più "economico" possibile. Per questo motivo il tema della tendenza economica del pensiero umano è di solito considerato uno dei tratti caratteristici dell'Empiriocriticismo.
Il tema del "minimo dispendio di forza" è però presente solo nelle opere giovanili di Avenarius, ma viene accantonato in quelle della maturità.

### Il parallelismo psico-fisico
Nei due volumi della Critica dell'esperienza pura (1888-1890) Avenarius si pone l'obiettivo di fondare una teoria psicofisiologica in grado di spiegare tanto il comportamento teoretico dell'uomo (ovvero la conoscenza), quanto quello pratico. Avenarius prende spunto dalla grande quantità di scoperte in ambito psicofisiologico che si erano succedute nel corso del 1800, per costruire a partire da esse una ipotesi massimamente generale sul funzionamento del cervello e sulla dipendenza dei contenuti psichici da esso.

#### L'attività del cervello
Avenarius ritiene che i processi psichici siano interamente dipendenti dall'attività cerebrale o, meglio, da quella parte centrale del cervello che Avenarius indica col nome di "sistema C". Per questo motivo - almeno in linea di principio - deve essere possibile fornire una descrizione completa del comportamento umano in termini puramente fisiologici, ovvero facendo riferimento solamente ai processi biologici del cervello, senza prendere in considerazione i paralleli contenuti mentali. Avenarius adotta questa prospettiva nel primo volume della Critica dell'esperienza pura, che si concentra esclusivamente sulle dinamiche cerebrali.
La tesi fondamentale di Avenarius è che, come accade per ogni altro organo biologico, anche l'attività del cervello (sistema C) consista in un processo di disequilibrio e riequilibrio tra due fattori: lavoro (indicato con la R di Reiz, stimolo) e nutrimento (indicato con la S di Stoffwechsel, metabolismo). Il cui rapporto per Avenarius è:
{\displaystyle f(R)+f(S)=0}
Quando lavoro e nutrimento sono in equilibrio il cervello si conserva. Quando interviene una variazione in uno di questi due fattori si determina invece una cosiddetta "differenza vitale", che mette a rischio la conservazione del sistema e deve quindi essere riequilibrata. Da questo punto di vista, gli stimoli che, tramite il sistema nervoso, si trasmettono dall'ambiente al cervello rappresentano una rottura dell'equilibrio del sistema, che il cervello è chiamato ad elaborare per riuscire ad autoconservarsi.
In particolare, l'attività di riequilibrio degli stimoli secondo Avenarius si svolge in tre momenti, che tutti insieme compongono una cosiddetta "serie vitale". Il primo momento è quello in cui compare lo stimolo e si determina la rottura dell'equilibrio. Il momento intermedio è quello in cui il cervello si attiva per riequilibrare la differenza vitale. Il momento conclusivo è quello in cui è ristabilito l'equilibrio del sistema.
Un aspetto importante di questa teoria è che il cervello non viene più interpretato come un organo intelligente, intrinsecamente diverso da tutti gli altri organi in quanto avrebbe come scopo la conservazione dell'intero organismo. Rifacendosi infatti alle tesi di Wilhelm Roux, secondo cui all'interno dell'organismo ciascuna parte punta alla propria autoconservazione, Avenarius considera anche il cervello come un organo la cui attività consiste solo nel conservare se stesso. Pertanto, il cervello non opera per conservare il corpo, ma nel conservare se stesso conserva anche il corpo.
In particolare, il modo in cui il cervello conserva se stesso è sviluppando delle risposte standard agli stimoli provenienti dall'ambiente. Tali risposte sono quelle che il cervello ha già applicato con successo in passato, e che possono venire richiamate per elaborare nuovi stimoli. Quanto più queste risposte vengono "esercitate" (geübt) dal cervello, ripetendole ancora e ancora, tanto più si perfezionano, divenendo sempre più "usuali" (üblich), nonché più efficaci e rapide nel riequilibrare le differenze vitali, garantendo così una conservazione ottimale del cervello. Dal momento che il cervello si evolve nell'esercizio di risposte sempre più efficienti agli stimoli provenienti dall'ambiente, tutte quelle attività cerebrali che non hanno questa funzione sono invece esercitate sempre meno, finendo così per entrare in disuso, fino a venire progressivamente abbandonate.

#### L'attività mentale
La teoria delle "serie vitali" cerebrali che Avenarius elabora nel primo volume della Critica dell'esperienza pura costituisce il punto di partenza per le riflessioni del secondo volume, che ha invece per oggetto l'attività mentale. Infatti, dal momento che i processi cerebrali si svolgono in serie vitali composte di tre momenti, anche i processi psichici avranno la stessa struttura, in quanto dipendono dal cervello. In particolare, i contenuti psichici che corrispondono ai momenti di rottura dell'equilibrio cerebrale sono quelli caratterizzati da sentimenti negativi, mentre quelli che corrispondono ai momenti di equilibrio hanno sentimenti positivi. Per esempio, nei processi conoscitivi, i contenuti psichici che compaiono nel momento iniziale sono caratterizzati come "noti", "sicuri", "esistenti"; quelli del momento intermedio come "ignoti", "insicuri", "non esistenti"; mentre nel momento finale ricompaiono i caratteri "noto", "sicuro", "esistente".
Il corrispettivo mentale dell'attività del cervello di elaborazione di risposte standard per elaborare gli stimoli è costituito invece dalla creazione di concetti. I concetti, infatti, non sono altro che contenuti "multiponibili" (come li chiama Avenarius), i quali - come le funzioni cerebrali da cui dipendono - possono essere applicati a una molteplicità di casi.
Come il cervello si evolve abbandonando le risposte che non servono ad elaborare gli stimoli provenienti dall'ambiente, così - sul piano mentale - i concetti si evolvono perdendo progressivamente tutti quei contenuti che non corrispondono all'ambiente, e che sono quindi - in questo senso - non empirici. In questo modo, l'evoluzione biologica del cervello si riflette sul piano conoscitivo in uno processo di purificazione il cui risultato ultimo sarà quella "pura esperienza" che dà il nome al libro, ovvero una conoscenza costituita solo ed esclusivamente di contenuti empirici.

### Il concetto umano di mondo
Ne Il concetto umano di mondo (1891) Avenarius riprende le teorie pubblicate l'anno prima nella Critica dell'esperienza pura, per applicarle allo studio dell'evoluzione di un concetto in particolare: il concetto di mondo. Anche questo concetto si evolve in direzione dell'esperienza pura, pertanto è possibile osservare come nel corso della storia esso si sia liberato da tutti i contenuti non empirici che lo costituivano.
Secondo Avenarius in origine il concetto "naturale" di mondo è così costituito:
(Richard Avenarius, Il concetto umano di mondo, Morcelliana, 2015, pp. 81-82)
Questo concetto naturale di mondo viene però modificato a causa di un errore chiamato "introiezione" (da non confondere con l'introiezione di cui parlerà poi la psicoterapia), che vi introduce una serie di contenuti non empirici. L'introiezione consiste in una erronea interpretazione dell'assunto in base al quale gli altri uomini sono esseri come me. Nel concetto naturale di mondo questo assunto consiste nel fatto che anche i movimenti degli altri uomini (gesti, suoni, etc.) hanno significato e sono dunque asserzioni. L'introiezione modifica questo assunto aggiungendo che il significato di quei gesti, suoni, etc. consiste in ciò che accade dentro gli altri uomini. Così facendo, l'introiezione dà origine all'idea di esperienza interna, secondo cui i contenuti psichici sono qualcosa che accade dentro dell'uomo, in una supposta sfera interiore. Inoltre, poiché io sono simile agli altri uomini, dopo aver attribuito a questi ultimi una sfera interiore, anche io inizio a considerare me stesso allo stesso modo. Il risultato dell'introiezione è dunque che al posto del suddetto concetto naturale di mondo subentra una concezione dualistica, secondo cui da un lato c'è la sfera dell'esperienza interna, dello psichico, della mente, e dall'altra la sfera della realtà esterna, del mondo materiale.
Per Avenarius tutta la storia della filosofia è un tentativo di risolvere i problemi che si generano a causa del dualismo. Il superamento definitivo del dualismo è però possibile solo una volta che l'introiezione stessa sia stata scoperta e superata. Per superare l'introiezione è necessario spiegare in che modo si rapportano i contenuti psichici e il corpo umano, mettendo la parte la visione che vuole il cervello come il luogo in cui si troverebbe il pensiero.
Il pensiero non è abitante o comandante, né una metà o una parte, etc., ma nemmeno un prodotto e neanche una funzione fisiologica o anche solo uno stato in generale del cervello.»
(Richard Avenarius, Il concetto umano di mondo, Morcelliana, 2015, p. 176)
Secondo Avenarius - che qui riprende Gustav Fechner e si avvicina nuovamente alle posizioni di Ernst Mach - il concetto di "relazione funzionale" è l'unico in grado di descrivere come si rapportano i contenuti psichici e il cervello attenendosi a quanto mostra l'esperienza, senza ricadere nella metafisica. Una "relazione funzionale" è costituita da una dipendenza tra due variabili tale che se varia il primo elemento, allora anche il secondo si modifica. Tramile il concetto di "relazione funzionale" viene quindi esclusa l'esistenza di una dipendenza di tipo causale, che implicherebbe invece che il cervello possa agire sulla mente.

### La definizione di psicologia
L'ultima opera di Avenarius, la serie di articoli intitolata Osservazioni sul concetto di oggetto della psicologia (1894-1895), riprende il tema del superamento dell'introiezione, applicandolo al problema della definizione della psicologia. In passato, a causa dell'introiezione, l'oggetto della psicologia veniva definito in base a concetti come quelli di anima o di interno (esperienza interna, vissuti interni, etc.). Secondo Avenarius dobbiamo invece riconoscere che la psicologia non si occupa di una parte specifica dell'esperienza dell'uomo, perché qualunque esperienza può diventare oggetto della psicologia, basta che la si consideri sotto un particolare punto di vista. Questo significa che la psicologia si distingue dalle altre scienze proprio in base al punto di vista da cui considera l'esperienza. Tale punto di vista è quello della dipendenza dall'individuo o, più precisamente, dal cervello (sistema C).
delle foglie’ e il ‘mondo corporeo in movimento in generale’ possono divenire
oggetto della psicologia: ovvero nella misura in cui possiamo pensarli in
qualche modo in una connessione con l’individuo asserente, e in questa
connessione in qualche modo come (logicamente) dipendenti dalle determinazioni
di questo individuo, di modo che, ad esempio, l’‘albero’ in quanto
è un che di condizionato (in senso logico) può essere determinato completamente
nelle sue condizioni solo prendendo in considerazione questa “dipendenza dall’individuo”.»
(Richard Avenarius, Osservazioni sul concetto di oggetto della psicologia, Fedoa press, 2017, p. 79)
Dunque il compito della psicologia per Avenarius è studiare le esperienze nella loro dipendenza dal cervello.
Questa definizione della psicologia fu ripresa da altri psicologi dell'epoca, come Hugo Münsterberg, Oswald Külpe ed Edward Titchener, mentre fu accusata di materialismo da Wilhelm Wundt.

## Influenza
Gli scritti di Avenarius conobbero un grande successo tra gli intellettuali all'inizio del XX secolo, particolarmente nella Russia nel periodo precedente la rivoluzione di ottobre (Bazarov, Lunačarskij, Valentinov, Bogdanov, ecc.). Di converso il pensiero di Avenarius venne criticato da Lenin, il quale vedeva in esso la difesa dell'idealismo contro il materialismo.

## Opere
- Richard Avenarius, Philosophie als Denken der Welt gemäß dem Prinzip des kleinsten Kraftmaßes (Filosofia come pensiero del mondo secondo il principio del minimo dispendio di forza. Prolegomeni a una critica dell'esperienza pura), Leipzig, Fue's Verlag (R. Reisland), 1876.
- Richard Avenarius, Zur Einführung (Introduzione), in Vierteljahrsschrift für wissenschaftliche Philosophie, vol. 1, 1877.
- Richard Avenarius, Über die Stellung der Psychologie zur Philosophie (Sulla posizione della psicologia rispetto alla filosofia), in Vierteljahrsschrift für wissenschaftliche Philosophie, vol. 1, 1877.
- Richard Avenarius, In Sachen der wissenschaftlichen Philosophie (In merito alla filosofia scientifica), in Vierteljahrsschrift für wissenschaftliche Philosophie, vol. 1-3, 1877-1879.
- Richard Avenarius, Kritik der reinen Erfahrung, Leipzig, Reisland, 1888-1890. Traduzione italiana:  Antonio Verdino (a cura di), Critica dell'esperienza pura, prefazione di Vittorio Somenzi, Bari, Laterza, 1972.
- Richard Avenarius, Der menschliche Weltbegriff (Il concetto umano del mondo), Leipzig, O.R. Reisland, 1891. Traduzione italiana:  Chiara Russo Krauss (a cura di), Il concetto umano di mondo, Brescia, Morcelliana, 2015.
- Richard Avenarius, Bemerkungen zum Begriff des Gegenstandes der Psychologie (Osservazioni sul concetto di oggetto della psicologia), in Vierteljahrsschrift für wissenschaftliche Philosophie, vol. 18-19, 1894-1895. Traduzione italiana:  Chiara Russo Krauss (a cura di), Osservazioni sul concetto di oggetto della psicologia, Napoli, FedOA - Federico II University Press, 2017.